# BoA (cântăreață)
Kwon Bo-a (născută în 5 noiembrie 1986) cunoscută după numele de scenă BoA, care vine de la "Beat of Angel", este o cântăreață sud-coreeană, activă în Coreea de Sud, Japonia și S.U.A. Născută și crescută în Gyeonggi-do, Boa a fost descoperită de SM Entertainment când l-a acompaniat pe fratele ei mai mare la o căutare de talente. În 2000, după 2 ani de antrenament, ea a realizat "ID; Peace B", albumul ei coreean de debut, sub SM Entertainment. Doi ani mai târziu ea și-a lansat albumul japonez de debut "Listen to My Heart", sub compania Avex Trax. În 14 octombrie 2008, sub SM Entertainment USA, o subdiviziune a SM Entertainment, Boa a debutat în S.U.A cu single-ul "Eat You Up" și a lansat albumul de debut în limba engleză, "BoA" în 17 martie 2009.
Influențată de căntăreți de  Hip hop și R&B precum Nelly și Janet Jackson, multe din cântecele ei aparțin acestor genuri. Având în vedere faptul că artista susține că nu "are talent îndeajuns pentru a scrie cântece", scrierea și compunerea celor mai multe din cântecele ei se face de către alte persoane; din această cauză a primit numeroase critici (Totuși numai câteva cântece sunt scrise de ea, BoA a început să compună de una singură începând cu albumul ei de debut în Japonia, Listen to My Heart, unde a co-scris și a compus cântecul "Nothing's Gonna Change".)
Aptitudinile la limbi străine ale lui BoA (vorbește japoneza și engleza la nivel de conversație pe lângă faptul că e vorbitoare nativă de limba coreeană și are cântece în limba mandarină) au contribuit la succesul ei pe piața din Coreea de Sud și Japonia și la faima ei în Asia de Est. Este singura asiatică non-japoneză care are albume vândute în peste două milioane de exemplare în Japonia și e una dintre cei numai doi artiști ce au avut șase  albume de studio consecutive care să ocupe primul loc în topurile Oricon de la debutul său.

## Cariera

### Debutul
La vârsta de 11 ani, BoA l-a însoțit pe fratele ei mai mare la o căutare de talente de la SM Entertainment. Chiar dacă fratele său a fost cel care a dat proba, juriul de la SM au observat-o în schimb pe BoA și i-au oferit un contract. Inițial, părinții ei nu au fost de acord cu ideea că BoA ar putea părăsi școala pentru a intra în muzică dar până la urmă au acceptat la insistențele fratelui mai mare. BoA a urmat antrenamente (ce includeau lecții de canto, dans și japoneză) timp de doi ani, iar la vârsta de 13 ani a lansat primul său album, ID; Peace B, în Coreea de Sud pe 25 august 2000. Albumul a avut un succes moderat; a intrat în primele 10 locuri în topurile sud-coreeene și s-a vândut în circa 156.000 de exemplare. Între timp, casa ei coreeană de discuri, SM Entertainment, a făcut înțelegeri cu firma japoneză Avex Trax pentru a-i lansa cariera muzicală în Japonia. La începutul lui 2001, BoA a lansat primul său album, Jumping into the World sau Don't Start Now; s-a vândut în aproximativ 96.000 de exemplare. După lansarea acestuia, cei din industria muzicală coreeanăau sfătuit-o să se concentreze pe piața din Japonia, timp în care ea a lucrat ca să-și îmbunătățească japoneza.
BoA și-a început cariera în muzica japoneză la un club deținut de Avex, Velfarre. În 2001, și-a lansat albumul de debut japonez, versiunea japoneză a primului său album, ID; Peace B" (la început din albumul cu același nume). Single-ul a ajuns pe locul 20 în topul Oricon și a fost urmat de "Amazing Kiss", "Kimochi wa Tsutawaru", și "Listen to My Heart"; uultimul a devenit primul single al cântăreței care să intre în primele 5 locuri din Oricon. După atacurile teroriste de la 11 septembrie 2001, BoA a înregistrat single-ul pentru caritate "The Meaning of Peace" împreună cu Kumi Koda ca parte a proiectului Song Nation de la Avex pentru a strânge fonduri pentru caritate. Albumul ei japonez de debut, Listen to My Heart, a fost lansat pe 13 martie 2002. A fost un adevărat succes al carierei lui BoA: a devenit un album certificat de Asociația Japoneză a Industriei Înregistrărilor(RIAJ-Recording Industry Association of Japan) și a debutat în topul Oriconului, fiind primul album al unui artist din Coreea care să atingă această performanță. Un single,, "Every Heart: Minna no Kimochi", a fost lansat în aceeași zi cu albumul. După  Listen to My Heart, BoA și-a lansat cel de-al doilea album coreean No.1, după o lună. albumul s-a vândut în aproximativ 544.000 și a devenit cel de-al patrulea cel mai bine vândut album al anului în Coreea de Sud . Jumping into the World (o relansare în Japonia a mini-albumului Don't Start Now) iar single-ul în japoneză "Don't Start Now" a fost lansat o lună mai târziu.

### 2003–2005: Succesul comercial

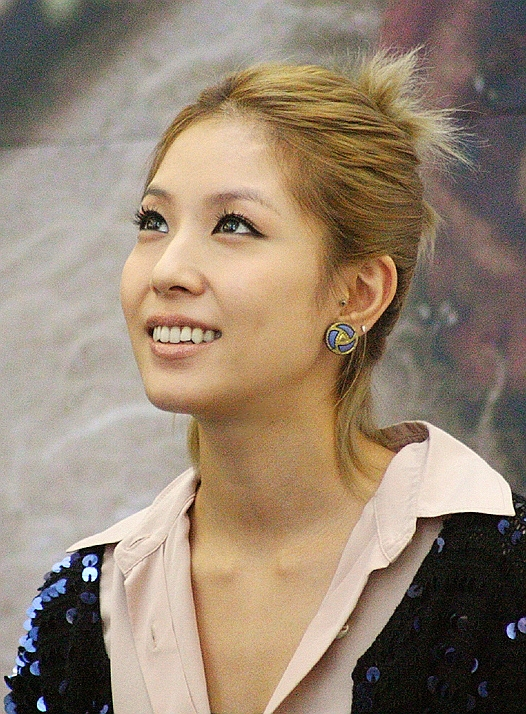
BoA la un eveniment de împărţit autografe

BoA și-a lansat apoi cel de-al  șaptelea album "Valenti". A devenit unul din primele 5 cele mai bune ale artistei, apogeul acestui album fiind reprezentat de locul doi în Oricon. BoA a mai lansat încădouă single-uri, Kiseki / No.1 și Jewel Song / Beside You: Boku o Yobu Koe,  iar amândouă au ajuns pe locul trei drept cea mai înaltă poziție . La sfârșitul anului, BoA și-a lansat al doilea mini-album Miracle.
Al doilea album de studio în japoneză al cântăreței, numit, Valenti (2003), a devenit cel mai bine vândut album al său, cu peste 1.249.000 de copii vândute. Pentru a promova albumul, BoA a început BoA 1st Live Tour Valenti, primul său turneu de concerte în Japonia. Mai târziu în anul acela, a lansat două albume în limba coreeană, Atlantis Princess și mini-albumul Shine We Are!. Acesta din urmă a fost al cincilea cel mai bine vândut disc sud-coreean ala anului, fiind cumpărate circa 345.000 de exemplare;din celălalt, Atlantis Princess , au fost vândute doar 58.000 de exemplare. Al treilea ei album japonez de studio, Love & Honesty (2004) a fost o „schimbare în direcția muzicală”, conținând cântecul rock-dance  "Rock with You” și "harder R&B". Chiar dacă albumul acesta nu s-a putu compara cu Valenti ca vânzări, a fost în topul Oricon pentru două săptămâni și a devenit un album triplu premiat cu platină certificat de RIAJ. Pentru promovarea acestui album, BoA a organizat un alt turneu, Live Concert Tour 2004: Love & Honesty. spre deosebire de 1st Live Tour, care punea accentul pe design-ul exotic asiatic, turneul Love & Honesty a avut o temă " sci-fi" theme; printre obiectele de recuzită se numărau un model uriaș de navetă spațială și robotul Asimo. Turneul, care a început în  Saitama și s-a sfârșit în Yokohama, a inclus nouă concerte la care au participat 105.000 de spectatori. Primul ei album de compilații, Best of Soul (2005), însă, s-a vândut în peste un milion de copii, făcând-o astfel pe BoA să fie singura cântăreață coreeană care să aibă două albume de milioane în Japonia.

## Discografie

### Albume coreene
- 2000: ID; Peace B
- 2001: Jumping into the World (mini-album; intitulat Don't Start Now în Korea)
- 2002: No.1
- 2002: Miracle (mini-album)
- 2003: Atlantis Princess
- 2003: Shine We Are! (mini-album)
- 2004: My Name
- 2005: Girls on Top
- 2010: Hurricane Venus
- 2012: Only One

### Albume în limba engleză
- 2009: BoA

### Albume japoneze
- 2002: Listen to My Heart
- 2003: Valenti
- 2004: Love & Honesty
- 2006: Outgrow
- 2007: Made in Twenty (20)
- 2008: The Face
- 2010: Identity

### Compilații
- 2004: K-pop Selection
- 2005: Best of Soul
- 2009: Best & USA

### Albume remix
- 2002: Peace B. Remixes
- 2003: Next World

## Turnee
- 2003: Live Tour 2003: Valenti
- 2004: BoA Live Tour 2004: Love & Honesty
- 2005: Arena Tour 2005: Best of Soul
- 2006: BoA the Live "Ura BoA... Kikase Kei" (The Other Side of BoA... Listen)
- 2007: Arena Tour 2007: Made in Twenty (20)
- 2007: BoA the Live 2007 "X'mas"
- 2008: Live Tour 2008: The Face
- 2009: BoA THE LIVE 2009 "X'mas"
- 2010: Live Tour 2010: Identity

## Premii
2000
- Rookie of the Year award at MTV's music video festival
- Rookie of the Year award at the annual music contest of KMTV

2001
- MTV Taiwan New Sound prize

2002
- Wins the grand prize at 44th Japan Record Awards
- Daesang at M-net Music Video Festival
- Best Choreography at M-net Music Video Festival
- Bonsang at Seoul Music Awards
- Bonsang at SBS Gayo Awards
- Daesang at Seoul Music Awards
- Daesang at SBS Gayo Awards
- Artist of the year at KMTV Music Awards
- Album of the year at 44th Japan Record Awards
- Golden Artist at Best Hits Song (Kayōsai) Festival 2002

2003
- Bonsang at MBC Awards
- Bonsang at KMTV Music Awards
- Artist of the year at KMTV Music Awards
- Best MV at KBS Music Awards
- Album of the year at Japan Gold Disc Awards
- Gold Prize at 45th Japan Record Awards
- Golden Artist at Best Hits Song (Kayousai) Festival 2003

2004
- Wins Favorite Korean Artist at the MTV Asia Awards (MAA)
- Most Influential Asian Artist awards at the MTV Asia Awards (MAA)
- Wins Best Dance Video at the MTV Video Music Awards Japan
- Bonsang at SBS Gayo Awards
- Bonsang at M.Net 2004 Music Video Festival
- Daesang at M.Net 2004 Music Video Festival
- Best album prize at Golden Melody Awards in Taiwan
- Best Asian Star prize at Pepsi Top Chinese Music Awards
- Gold Prize at 46th Japan Record Awards

2005
- Best Korean Artist at the World Music Awards
- Best Female Artist at the M.net music video festival
- Golden Artist at Best Hits Song (Kayōsai) Festival 2005
- Bonsang at M.net KM Music Festival 2005
- Rock & Pop Album of the year at Japan Gold Disc Awards

2006
- Golden Artist at Best Hits Song (Kayōsai) Festival 2006
- Gold prize at 48th Japan Record Awards
- Rock & Pop Album of the year at Japan Gold Disc Awards

2007
- Annual Hallyu Award
- Tokyo Best International Jewelry Dresser Award
- Overseas Popularity Award
- The 14th Korea Entertainment Arts Award
- Young Contemporary Artist Award
- Golden Artist at Best Hits Song (Kayōsai) Festival 2007
- Gold prize at 49th Japan Record Awards
- Participates in NHK Kōhaku Uta Gassen

2008
- Best Performance 'Over the Top' : Girl on Top - Boa (2005) Mnet Musicfestival awards

2009
- Billboard Japan Awards
- Best collaboration single of the year (FRENCH J-MUSIC AWARDS 2009)